# Antocha quadrifurca
Antocha quadrifurca är en tvåvingeart som beskrevs av Alexander 1971. Antocha quadrifurca ingår i släktet Antocha och familjen småharkrankar. Inga underarter finns listade i Catalogue of Life.